# 선동잔디구장
선동잔디구장(仙洞잔디球場, Seondong Grass Field)은 대한민국 부산광역시에 있는 스포츠 시설이다. 천연잔디 필드가 갖춰진 경기장이며, 2007년 6월에 준공되었다.

## 참고 문헌
- “선동잔디구장”. 금정구청.
- 《2023 전국 공공체육시설 현황 (2022년 12월말 기준)》. 대한민국 문화체육관광부. 2024.